# Pedro Bayona
Pedro Bayona (Guadalajara, 2 de marzo de 1937) es un escritor e ilustrador mexicano.

## Biografía
Pedro Bayona nació en Guadalajara donde estudió artes visuales y arquitectura. Tiene además Maestrías en Educación y en Terapias Naturales. Es Maestro certificado en Chi Kung Yi Jiao y Diplomado en Digitopuntura por el Instituto de Estudios Orientales además de un Diplomado en Cultura Oriental que incluye el conocimiento del I Ching y el Feng Shui, otorgado por la misma institución.
Es Hipnoterapeuta reconocido por la Federación Mexicana de Hipnosis a través del Centro de Hipnología y Terapia Psicosomática. Está Diplomado en Hipnotismo Integral y en Análisis transaccional.Su obra artística es conocida en Europa, Canadá y Estados Unidos, donde ha recibo premios como el Ezra Jack Keats Award que le otorgó la UNICEF en Nueva York en 1986 y el Premio Internacional IBBY que recibió en Suiza en 1984.
Sus fotografías de la Ciudad de México acompañan una crónica urbana escrita por Salvador Novo, publicadas conjuntamente en México: Imagen de una ciudad (1967). Se podría comparar las fotos que Bayona hizo de la capital mexicana con las fotos del Buenos Aires de la misma época, hechas por Sameer Makarius y publicadas en Buenos Aires, mi ciudad (1962).
En México, varias de sus pinturas se encuentran en el Museo del Quijote en la ciudad de Guanajuato, en las colecciones de pintura de Industrias Resistol, de Plácido Domingo, de Publicidad Ferrer y de la Universidad Autónoma de Guadalajara, entre otras. 
Por otra parte, Grupo Xabre utilizó una de sus esculturas como premio a sus funcionarios en 1992. En el campo de la ilustración ha ilustrado más de 12 libros de literatura infantil, además de colaborar en revistas culturales y de interés general.
Ha escrito e ilustrado diversos libros en tres áreas: Ciencia y humanidades, Arte y cultura, y Literatura infantil, donde ha ganado diversos premios nacionales e internacionales.

## Obras literarias

### Ciencias y humanidades
- Guía de Herbolaria Terapéutica. Ed de Centro Integrado de Asesoría, 2019
- El poder sanador del Chi Kung Ed. Prana. 2010
- Las enseñanzas de Chuang Tsé Ed. Prana. 2012
- Las enseñanzas de Lao-Tse. Ed. Prana. 2005 y 1.ª reimpresión en 2006.
- Ciencia de la sugestión. Instituto Politécnico Nacional y Centro de Investigaciones Económicas, Administrativas y Sociales. 2005.
- El arte de pensar. Instituto Superior de Estudios Prospectivos. 2003.
- El libro y las nuevas tecnologías. Ediciones del Ermitaño. En colaboración con varios autores. 2001.
- Aprender a aprender. Escuela Mexicana del Pensamiento Integral, 1997.
- Desarrollo de la inteligencia práctica. Escuela Mexicana del Pensamiento Integral, 1996.
- Formación de promotores para atención y servicio a clientes. Escuela Mexicana del Pensamiento Integral, 1996
- Introducción a la publicidad corporativa. Universidad de la Comunicación, S.C. 1990.
- Minutas fotográficas. UNAM, Escuela Nacional Preparatoria. En colaboración con varios autores. 1988, 1989 y 1991.

### Arte y cultura
- Recorridos por el siglo XVI. Centro de Investigaciones Económicas, Administrativas y Sociales del Instituto Politécnico Nacional. 2004.
- El paisaje religioso de México (En colaboración con varios fotógrafos) Fondo Cultural Banamex, 1974.
- El paisaje mexicano (En colaboración con varios fotógrafos) Fondo Cultural Banamex, 1972.
- Las buenas tierras de México . Publicaciones El Vergel, 1970.
- Recuerdos del México olímpico. Editorial Contenido, 1968.
- México, imagen de una ciudad. Fondo de Cultura Económica, 1967, en colaboración con Salvador Novo.

### Infantiles y juveniles
- Misterio en el parque. En Encuentro maravillosos Edición especial para Puerto Rico, Pearson Educación México, 2004.
- El cocodrilo de Matilde. Editorial SM, 2001, 2.ª.Ed. 2002 y 3a. Ed. 2003
- Historias de cocodrilos. Ediciones Minimalia, 2001.
- Misterio en el parque. En Fantasías Edición especial en español.  Hougton Mifflin, Boston USA, 1996.
- Kikiri miau (Ilustraciones y textos en colaboración con Martha Acevedo). Dirección General de Publicaciones y Medios. 1995.
- Mystery in the park. En Dinosauring  The Award Editión for The Literature Experience. Hougton Mifflin, Boston USA. 1995.
- Dibújalos con círculos. Coedición de Sistemas Técnicos de Edición (SITESA) y la Dirección General de Publicaciones y Medios 1992.
- Dibújalos con cuadrados. Coedición de Sistemas Técnicos de Edición (SITESA) y la dirección General de Publicaciones y Medios, 1992.
- Aventuras de Pepe Valle. Libros infantiles periódicos. 6 números. Editados por la Dirección de Turismo del Gobierno del Edo. De México. 1990-91.
- El enano adivino de Uxmal. (Ilustraciones) Versión de bolsillo, publicada por Ediciones del Ermitaño, 1990.
- El misterio de los niños chatarra. Dirección General de Publicaciones y Medios. Primera Edición: 1986. Ediciones subsecuentes: 1987, 1988, 1989, 1990.
- El enano adivino de Uxmal (Ilustraciones). Dirección General de Publicaciones y Medios. Primera edición: 1986. Ediciones subsecuentes: 1989.
- La legión de la tarántula. Dirección General de Publicaciones y Medios. Primera edición: 1984. Ediciones subsecuentes. 1988, 1989, 1990, 1999.
- Érase una vez una ciudad. (Ilustraciones especiales) Dirección General de Publicaciones y Medios. Primera edición: 1986. Ediciones subsecuentes: 1988, 1990, 1992.
- Tajín y los siete truenos. (Diseño e ilustraciones con textos de Felipe Garrido). Promociones Editoriales Mexicanas. (PROMEXA), Primera edición: 1982. Ediciones subsecuentes: 1983, 1989. Versión para colorear, publicada por Ediciones del Ermitaño, 1989 . Versión de bolsillo, publicada por Ediciones del Ermitaño, 1990.

## Exposiciones personales
- 2006. Galería Arte Izkazifh, Ciudad de México
- 1999  Foro Cultural Hispano Mexicano
- 1994. Galería Vía Marguta, Ciudad de México
- 1987. Salón Kneeland, Ciudad de México
- 1986. Expo Gallery, Ciudad Satélite
- 1985. Galería Domecq, Ciudad de México
- 1984. Galería de Arte Y&R, Ciudad de México
- Centro Internacional  de Exposiciones, Bolonia, Italia
- Grossmont Gallery, San Diego, California
- Centro de Convenciones, Dallas, Texas
- 1983. Danish Gallery, Vancouver, Canadá
- Aries Gallery, San Diego, California
- Counter Point Gallery, La Jolla, California.
- Exhibición Itinerante en el país, patrocinada por PEMEX
- Centro de Diseño de la Universidad Autónoma de Guadalajara
- 1982. Galería Fais Umana, Ciudad de México
- Bazan Gallery, Vancouver, Canadá
- Exposición Itinerante por el país, patrocinada por FONAPAS
- Auditorio Nacional, Ciudad de México
- 1981. Gallerie Perspectives, París, Francia
- Galería PH100, Ciudad de México
- Galería Fais Umana, Ciudad de México
- 1978. P. Moore Gallery, Nueva York
- Instituto Mexicano de Psicoanálisis, Ciudad de México
- 1977. Casa de la Cultura de Puebla, Puebla
- 1976. Casa de la Cultura de Puebla, Puebla
- 1973. P. Moore Gallery, Nueva York
- Galería de la Ciudad, Guadalajara
- 1969. Galería del IMSS, Ciudad de México
- 1967. Murales y decoración del centro Tiberio's, Acapulco
- 1961. Casa de la Cultura, Guadalajara
- 1960. Pasillo del Arte, Guadalajara